# The Matthew Shepard Story
Pour plus de détails, voir Fiche technique et Distribution.
The Matthew Shepard Story ou L'affaire Matthew Shepard est un téléfilm américano-canadien réalisé par Roger Spottiswoode, diffusé en 2002.
Il s'agit d'un fait réel sur le meurtre de Matthew Shepard, jeune homosexuel américain âgé de 21 ans.

## Synopsis
En octobre 1998, les parents, Judy et Dennis Shepard, apprennent que leur fils Matthew Shepard, étudiant ouvertement gay, est assassiné à la suite d'un crime haineux…

## Fiche technique
Sauf indication contraire, les informations mentionnées dans cette section peuvent être confirmées par la base de données cinématographiques IMDb,  présente dans la section « Liens externes ».
- Titre original : The Matthew Shepard Story
- Titre français : Au nom de la haine[1]
- Titre québécois : L'affaire Matthew Shepard
- Réalisation : Roger Spottiswoode
- Scénario : Jacob Krueger et John Wierick
- Musique : Jeff Danna et Mychael Danna
- Direction artistique : Armando Sgrignuoli
- Décors : Sandra Kybartas
- Costumes : Diana Irwin
- Photographie : John S. Bartley
- Montage : Dominique Fortin
- Production : Clara George
- Production déléguée : Ed Gernon, Goldie Hawn, Drew S. Levin (non crédité) et Peter Alan Sussman
- Sociétés de production : Alliance Atlantis Communications ; CTV Television Network (association) Canadian Television (participation) et Cosmic Entertainment
- Sociétés de distribution : CTV Television Network (Canada) et National Broadcasting Company (États-Unis)
- Pays de production :  Canada et  États-Unis
- Langue originale : anglais
- Format : couleur
- Genre : drame
- Durée : 88 minutes — 1,85:1 — 35 mm — son Dolby Digital
- Date de première diffusion : 
  - États-Unis : 16 mars 2002 sur NBC

## Distribution
- Shane Meier (en) : Matthew Shepard
- Stockard Channing : Judy Shepard
- Sam Waterston : Dennis Shepard (en)
- Wendy Crewson : Sarah
- Kristen Thomson (en) : Romaine Patterson
- Joseph Ziegler : Cal
- Yani Gellman : Pablo
- Damien Atkins (en) : Donny
- Philip Eddolls : Aaron McKinney
- Paul Robbins : Russell Henderson
- Judah Katz : le défenseur
- Drew Nelson (acteur) : Lance
- Nazneen Contractor : Shima
- Makyla Smith : Casey

## Production

### Tournage
Le tournage a lieu au Canada, précisément à Drumheller, en Alberta, et à Toronto, en Ontario, où se trouve le bar-café Future Bistro — dans lequel Romaine Patterson et les parents de Matthew Shepard déjeunent.

### Musique
La musique du téléfilm est composée par les frères Jeff et Mychael Danna.
On peut y entendre des chansons telles que :
 Sauf indication contraire ou complémentaire, les informations mentionnées dans cette section proviennent du générique de fin de l'œuvre audiovisuelle présentée ici.
- Matthew Songs, écrit, produit et interprété par Jim Huff
- El Burkan, écrit par Hossam Ramzy
- I Keep Holdin' On, écrit par T. Leonard et A. Lerman, interprété par Fathead
- Lonesome World, écrit et interprété par Paul Kass
- Good Vibration, écrit par Mladen Borosak et Tom Barlow, interprété par Twigg
- Naked in the Water, écrit et interprété par Michaela Foster Marsh
- Shine, écrit par Rob Garnder, Kadru Gardner et Mike Thibeau, interprété par Electrostatic
- I Want You to Fall, écrit et interprété par Monica Schroeder
- Get You Some, écrit par Robert J. Walsh, Ron Chick et Dennis Winslow
- Edge of a Dream, écrit par Billy Livesay et David Graham, interprété par Billy Livesay
- Who'll Hold On, écrit et interprété par Adam Daniel
- American Triangle, écrit par Elton John et Bernie Taupin, interprété par Elton John
- What Matters, écrit et interprété par Randi Driscoll

## Distinctions
Sauf indication contraire, les informations mentionnées dans cette section peuvent être confirmées par la base de données cinématographiques IMDb,  présente dans la section « Liens externes ».

### Récompenses
- Primetime Emmy Awards 2002 : meilleure actrice dans un second rôle dans une mini-série ou un téléfilm pour Stockard Channing
- Prix Gémeaux 2002 :
  - Meilleure interprétation dans un second rôle dans une série ou un téléfilm dramatique pour Sam Waterston
  - Meilleure musique originale dans une série ou un téléfilm dramatique pour Mychael Danna et Jeff Danna
- Screen Actors Guild Awards 2003 : meilleure actrice dans une mini-série ou un téléfilm pour Stockard Channing

### Nominations
- Prix Gémeaux 2002 : meilleur scénario dans une série ou un téléfilm dramatique pour Jacob Krueger et John Wierick
- GLAAD Media Awards 2003 : meilleur téléfilm
- Satellite Awards 2003 : meilleure actrice dans une mini-série ou un téléfilm pour Stockard Channing
- Writers Guild of America Awards 2003 : prix honorifique Paul Selvin pour Jacob Krueger et John Wierick
- Gold Derby Awards 2010 : meilleur second rôle féminin dans un téléfilm ou mini-série pour Stockard Channing